# Pedro Carreño (periodista)
Pedro Antonio Carreño Zapero (Madrid, 1965) es un periodista y presentador español.

## Trayectoria
Es licenciado en Periodismo por la Universidad Nebrija y en Ciencias de la Información por la Facultad de Ciencias de la Información (Universidad Complutense de Madrid) y máster interuniversitario en información económica por las Universidades Autónoma y Complutense de Madrid y en económicas por el Colegio de Economistas de Madrid.
Sus comienzos se remontan trabajando en un semanario de Ciudad Real.
Después siguió trabajando en el periódico Economía 16, editado por Grupo 16, posteriormente trabajó en las revistas especializadas en el sector tecnológico del sector: Tribuna informática y Computing. 
También formó parte de la redacción fundacional de El Siglo y después pasó a formar parte del semanario El Nuevo Lunes.
Después, fue periodista de Mediaset España, siendo contratado por Luis Mariñas por entonces director de Informativos Telecinco, para ser redactor del área de Economía de informativos durante 9 años, de 1993 a 2002. Durante esta etapa estuvo a las órdenes de Luis Mariñas (1993-1996), Luis Fernández (1996-2000) y Juan Pedro Valentín (2000-2002). 
Su estreno en Informativos Telecinco fue informando sobre la intervención del Banco de España a Banesto. Durante esta primera etapa en Telecinco (1993-1998) como redactor de economía, también entrevistó a Mario Conde. Durante 9 años compartió redacción con periodistas como Montserrat Domínguez, Juan Ramón Lucas, Jon Sistiaga, Antonio Lobato o Vicente Vallés. En 1998 coincidiendo con la llegada un año antes de Luis Fernández a la dirección de Informativos Telecinco, fue nombrado jefe del área de Economía de los Servicios Informativos, cargo qué ocupa de 1998 a 2002, durante 4 años.
En 2002 es contratado por RTVE para ser subdirector del área de Economía de los Servicios Informativos de Televisión Española, cargo qué ocupa hasta 2004. También durante esa etapa presentó y dirigió el programa La economía, qué se emitía en el Canal 24 horas a las 0h30 de la noche. Con la llegada del gobierno del PSOE de José Luis Rodríguez Zapatero en 2004, hay cambios en RTVE y es trasladado a La 2 noticias como redactor hasta 2007, ese año, tras llevar cinco años contratado por RTVE, accede a una plaza fija en la empresa. En 2007 regresa a la redacción del área de Economía de los Servicios Informativos de TVE, como redactor especializado en mercados bursátiles y dirigiendo y presentando el programa La economía en 24 horas durante los cuatro primeros meses de 2009. Compaginándolo con su trabajo en RTVE, de 2004 a 2009 impartió clases en el máster de Asociación de Periodistas de Información Económica en la Universidad Complutense de Madrid. Y desde 2007 a 2009 fue profesor de Comunicación Audiovisual en la Universidad Villanueva de Madrid.
De mayo de 2009 a agosto de 2012 fue director de comunicación en Banco Popular, pidiendo una excedencia a RTVE para poder salir de la Corporación. En agosto de 2012 regresa a RTVE, y es nombrado subdirector de Economía de los Informativos de RNE, hasta abril de 2013. Posteriormente, entre abril y septiembre de 2013, dirigió la emisora Radio 5 de RNE.
Finalizada su etapa en RNE, desde septiembre de 2013 a julio de 2014 dirigió El debate de La 1, presentado por Oriol Nolis, su predecesor y sucesor en los Telediarios Fin de semana. Después, trabajó en el Canal 24 horas desde el 15 de septiembre de 2014 hasta el 19 de noviembre de 2014 presentando La tarde en 24 horas con Ana Belén Roy, siendo también coordinador de Continuidad del canal justo durante ese periodo de tiempo. Ulteriormente, desde el 22 de noviembre de 2014 al 29 de julio de 2018, presentó y dirigió los Telediarios Fin de semana, siendo además el único periodista de la casa que dirigía y presentaba su propio informativo y también el único que era director de un Telediario, ya que sus homólogos en el resto de ediciones de los Telediarios, ocupaban el cargo de editor. Inicialmente compartió la presentación de dicho informativo con Lara Siscar hasta el 14 de junio de 2015 y desde el 20 de junio de 2015 al 8 de julio de 2018 con Raquel Martínez. En 2016 recibió la Antena de Oro.
Desde el 22 de septiembre de 2018 presenta Noticias 24h en las noches de viernes a domingo, alternándose con Jesús Amor. Compagina su trabajo en televisión con la de vocal de la Asociación de Periodistas de Información Económica (APIE), secretario general de la Asociación Española de Periodistas y Escritores del Vino y miembro en la Academia de Gastronomía de Castilla-La Mancha. También colabora con La Tribuna de Toledo y es coordinador de Formación Audiovisual de IMF Smart Education.